# Ornament a zločin

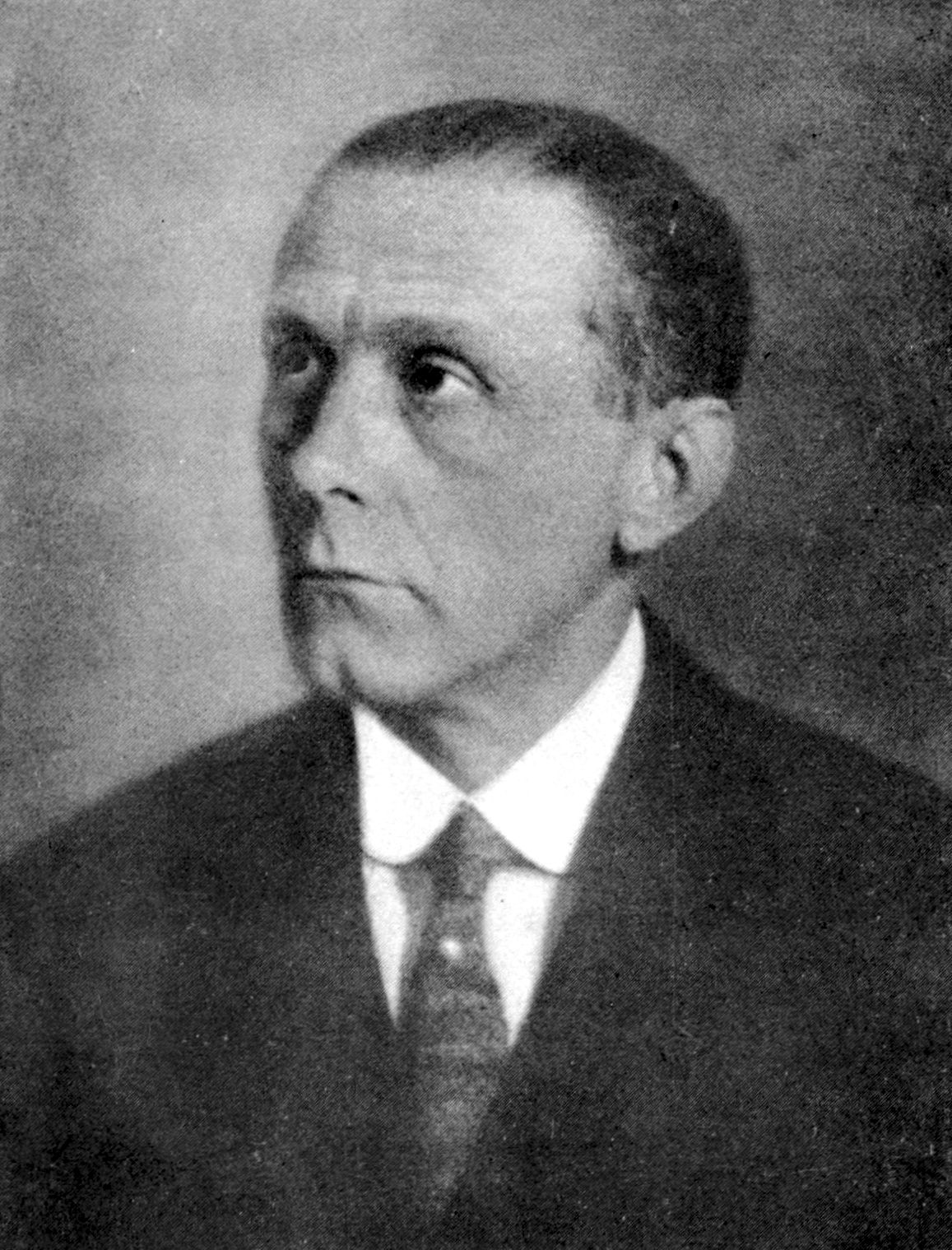
Adolf Loos

Ornament a zločin je esej a přednáška modernistického rakouského architekta Adolfa Loose, která kritizuje užívání ornamentu v užitkových předmětech a architektuře.

## Historie
Oproti všeobecnému přesvědčení, že přednáška vznikla v roce 1908, ji Adolf Loos poprvé přednesl v roce 1910 na Akademischer Verband für Literatur und Musik ve Vídni. Esej byla poté publikována v roce 1913 v Les Cahiers d'aujourd'hui ve francouzštině pod názvem Ornement et Crime a teprve v roce 1929 vyšla německy v novinách Frankfurter Zeitung jako Ornament und Verbrechen. Zmatení ohledně data vzniku je patrně dílem architekta Heinricha Kulky, který pomáhal Loosovi při znovuvydání eseje v roce 1931 v novinách Trotzdem, přičemž změnil původní rok na rok 1908 poté, co se poradil s Loosem, který si buď dotyčné datum nepamatoval, nebo chtěl převzít prvenství ve srovnání se secesionisty.

## Obsah
Esej byla napsána v době, kdy secese — konkrétně její rakouské variace známé jako vídeňská secese, kterou Loos ostře kritizoval i na jejím vrcholu v roce 1900 — ukazovala novou cestu vpřed pro moderní umění. Esej byla stěžejní pro formulování některých moralizujících názorů, zděděných od hnutí uměleckých řemesel, jež byly následně zásadní pro výtvarnou školu Bauhaus a pomohly definovat směřování modernismu v architektuře .
„Tou měrou jak se rozvíjí kultura, ornament mizí z užitkových předmětů,“ píše Loos, čímž propojuje optimistický náhled lineárního a vzestupného kulturního vývoje se soudobou módou aplikace evoluce v kulturních kontextech. Loosovu práci podnítily restriktivní předpisy, se kterými se setkal, když navrhoval budovu krejčovství bez ozdob poblíž paláce, a na které musel nakonec přistoupit přidáním květináče.